# Ratpenat nasofoliat orellut
El ratpenat nasofoliat orellut (Hipposideros megalotis) és una espècie de ratpenat de la família dels hiposidèrids. Viu a Djibouti, Eritrea, Etiòpia, Kenya i Aràbia Saudita. El seu hàbitat natural és la sabana seca, arbustos i el desert costaner, o hàbitat semi-desert. No hi ha cap amenaça significativa per a la supervivència d'aquesta espècie, tot i que està afectada per la pèrdua d'hàbitat.